# Кубок УРСР з футболу 1950
11-й розіграш Кубка УРСР проходив з 9 серпня по 10 вересня 1950 року. Брали участь 32 команди. Володарем Кубка став ужгородський «Спартак».

## 1/32 фіналу
| Місто     | Команда                | Рахунок | Команда                        |
| --------- | ---------------------- | ------- | ------------------------------ |
| Харків    | «Урожай» (Харків)      | 1:2     | «Локомотив» (Полтава)          |
| Кременчук | «Дзержинець» (Крюків)  | 1:3     | «Торпедо» (Дніпропетровськ)    |
| Ужгород   | «Спартак» (Ужгород)    | 2:0     | «Іскра» (Мукачево)             |
| Чернігів  | «Вимпел» (Чернігів)    | 4:1     | «Локомотив» (Сміла)            |
| Херсон    | «Спартак» (Херсон)     | 14:2    | Збірна Кіровоградської області |
| Запоріжжя | «Металург» (Запоріжжя) | +:-     | Збірна Сталінської області     |

## 1/16 фіналу
| Місто                 | Команда                          | Рахунок | Команда                      |
| --------------------- | -------------------------------- | ------- | ---------------------------- |
| Ужгород               | «Спартак» (Ужгород)              | +:-     | «Червоний прапор» (Чернівці) |
| Станіслав             | «Спартак» (Станіслав)            | 1:2     | «Нафтовик» (Стрий)           |
| Проскурів             | «Динамо» (Проскурів)             | 1:3     | Команда Ізмаїлу              |
| Кам'янець-Подільський | «Динамо» (Кам'янець-Подільський) | 4:0     | ОБО (Львів)                  |
| Дрогобич              | «Нафтовик» (Дрогобич)            | 2:1     | «Динамо» (Луцьк)             |
| Сталіно               | «Шахтар» (Смолянка)              | 1:2     | Металург" (Дніпродзержинськ) |
| Ворошиловськ          | «Металург» (Ворошиловськ)        | 3:2     | Кагановицький район (Харків) |
| Полтава               | «Локомотив» (Полтава)            | 1:1     | «Металург» (Запоріжжя)       |
| Полтава               | «Локомотив» (Полтава)            | 1:2     | «Металург» (Запоріжжя)       |
| Осипенко              | Трактор (Осипенко)               | 1:0     | «Торпедо» (Днепропетрівськ)  |
| Прилуки               | «Машинобудівник» (Прилуки)       | 2:1     | Команда Чернігова            |
| Конотоп               | «Зірка» (Конотоп)                | +:-     | «Динамо» (Вінниця)           |
| Кіровоград            | «Трактор» (Кіровоград)           | 2:1     | «Спартак» (Херсон)           |

## 1/8 фіналу
| Місто                 | Команда                          | Рахунок | Команда                     |
| --------------------- | -------------------------------- | ------- | --------------------------- |
| Ужгород               | «Спартак» (Ужгород)              | 5:0     | Дзержинський район (Харків) |
| Стрий                 | «Нафтовик» (Стрий)               | 0:1     | «Динамо» (Чернівці)         |
| Миколаїв              | «Динамо» (Миколаїв)              | 1:0     | Команда Ізмаїла             |
| Кам'янець-Подільський | «Динамо» (Кам'янець-Подільський) | 1:3     | «Нафтовик» (Дрогобич)       |
| Дніпродзержинськ      | Металург" (Дніпродзержинськ)     | 3:4     | «Металург» (Ворошиловськ)   |
| Запоріжжя             | «Металург» (Запоріжжя)           | 5:1     | Трактор (Осипенко)          |
| Прилуки               | «Машинобудівник» (Прилуки)       | 0:1     | «Зірка» (Конотоп)           |
| Кіровоград            | «Трактор» (Кіровоград)           | 9:1     | Команда Житомира            |

## Чвертьфінал
| Місто        | Команда                   | Рахунок | Команда                |
| ------------ | ------------------------- | ------- | ---------------------- |
| Ужгород      | «Спартак» (Ужгород)       | 2:0     | «Динамо» (Чернівці)    |
| Миколаїв     | «Динамо» (Миколаїв)       | 2:0     | «Нафтовик» (Дрогобич)  |
| Ворошиловськ | «Металург» (Ворошиловськ) | 1:2     | «Металург» (Запоріжжя) |
| Конотоп      | «Зірка» (Конотоп)         | 5:0     | «Трактор» (Кіровоград) |

## Півфінал
| Місто     | Команда                | Рахунок | Команда             |
| --------- | ---------------------- | ------- | ------------------- |
| Ужгород   | «Спартак» (Ужгород)    | 2:1     | «Динамо» (Миколаїв) |
| Запоріжжя | «Металург» (Запоріжжя) | 7:1     | «Зірка» (Конотоп)   |

## Фінал
| 10 вересня 1950 |

| «Спартак» Ужгород | 4 – 2 | «Металург» Запоріжжя |
| ----------------- | ----- | -------------------- |
|                   |       |                      |

|  |